# Thuyène
Le thuyène (ou α-thuyène) est  un composé organique naturel classé parmi les monoterpènes que l'on trouve dans les huiles essentielles de diverses plantes. C'est une substance qui contribue à la saveur piquante de certaines herbes telles que la sarriette des jardins (Satureja hortensis).

## Propriétés physico-chimiques
Le thuyène peut avoir plusieurs configurations :
- (+)-α-thuyène ou (1S,5R)-5-isopropyl-2-méthylbicyclo[3.1.0]hex-2-ène,  numéro CAS 563-34-8
- (–)-α-thuyène ou (1R,5S)-5-isopropyl-2-méthylbicyclo[3.1.0]hex-2-ène,  numéro CAS 3917-48-4